# Fabjan Beqja
Fabjan Beqja (* 15. Februar 1994 in Durrës) ist ein albanischer Fußballspieler.

## Karriere

### Verein
Beqja begann seine Karriere bei KS Teuta Durrës, wo er bis 2013 im Jugendbereich aktiv war. Sein Debüt in der A-Mannschaft gab er am 23. Oktober 2013 im albanischen Pokal gegen KS Besëlidhja Lezha. Er stand in der Startelf, wurde dann aber in der 50. Minute für Erjon Mustafaj ausgewechselt und das Spiel endete mit einem 1:2-Sieg.
Zur Saison 2014/15 wurde er an den Zweitligisten KS Besa Kavaja verliehen. Nach seiner Rückkehr war Beqja fester Bestandteil der Mannschaft von Teuta. Im August 2021 wechselte er zu KF Gjilani, wo er bis 2022 dort spielte. Anfang 2023 unterschrieb Beqja bei KS Flamurtari Vlora.

### Nationalmannschaft
Im März 2014 wurde Beqja erstmals in die albanische U-21-Nationalmannschaft berufen. Sein Debüt gab er am 5. März 2014 in einem Freundschaftsspiel gegen Österreich U-21 U-21, als er in der 63. Minute eingewechselt wurde.